# Acenaftilene
L'acenaftilene (nome sistematico: ciclopenta[de]naftalene) è un idrocarburo policiclico aromatico (IPA, triciclico) non alternante e non benzenoide, di origine naturale in quanto contenuto nel catrame di carbon fossile, avente formula molecolare C12H8.
La sua molecola deriva strutturalmente dal naftalene per sostituzione dei due idrogeni nelle posizioni peri (1,8) con un ponte vinilene (−CH=CH−).
In condizioni ambiente è un solido cristallino incolore se puro, ma spesso giallo in campioni commerciali, che fonde a 89,4 °C e bolle a 280 °C; è contenuto per circa il 2% nel catrame di carbon fossile.
È praticamente insolubile in acqua (15 mg/L), ma molto solubile in benzene, etere ed alcool e in parte anche in cloroformio.
A differenza del naftalene e dell'acenaftene (l'analogo con il ponte etilene al posto del vinilene), e del fluorantene (l'analogo benzocondensato sull'anello pentaatomico), come pure di molti altri IPA, non mostra apprezzabile fluorescenza.

## Proprietà
Come gli altri idrocarburi aromatici, l'acenaftilene è un composto endotermico: ΔHƒ° = +190,8 ± 3,5 kJ/mol; il suo isomero bifenilene è molto meno stabile: ΔHƒ° = +333,4 ± 1,8 kJ/mol.
Calcoli teorici prevedono per l'acenaftilene una molecola planare, con simmetria molecolare C2v. Il suo sistema di elettroni π ne contiene 12, cioè 4n con n = 3; di conseguenza, per la regola di Hückel, sarebbe antiaromatica, ma tale regola vale strettamente solo per molecole monocicliche. Tuttavia, solo il ciclo pentaatomico sembra essere antiaromatico, dato che il doppio legame in esso contenuto mostra una reattività simile a quella di un'olefina, dando reazioni di addizione, mentre in molte reazioni il nucleo naftalenico rimane intatto. A conferma di questo, il doppio legame dell'anello pentaatomico dell'acenaftilene si comporta da dienofilo: per reazioni con butadieni e altri dieni in genere si formano i tipici prodotti della reazione di Diels-Alder. Inoltre, come accade per gli alcheni, in presenza di iniziatori (perossidi o acidi di Lewis), l'acenaftilene può polimerizzare.
La molecola dell'acenaftilene, come quelle di altri idrocarburi aromatici non alternanti, mostra una certa polarità: il momento dipolare fornito da calcoli teorici ammonta a 0,31 D; inoltre, la molecola mostra una certa affinità elettronica e quindi in fase vapore può formare il suo anione radicalico C12H8•–. Questo può formarsi anche in fase condensata per reazione con il sodio o il potassio metallici, fornendo i rispettivi acenaftilenuri NaC12H8 o KC12H8, che sono agenti riducenti particolarmente forti e possono essere impiegati come tali: E° = -2,26 V vs. FC, dove FC indica il potenziale elettrodico del semilelemento ferricenio/ferrocene.
L'acenaftilene può fungere da ligando in alcuni complessi organometallici ed è importante come molecola di partenza per la sintesi di semiconduttori organici e vari dispositivi optoelettronici.

## Sintesi e reattività
L'acenaftilene può essere preparato dall'acenaftene per ossidazione con PbO2 o facendo passare l'acenaftene entro un tubo al calor rosso: in entrambi i casi si ha deidrogenazione ad acenaftilene.
L'addizione di bromo in soluzione di tetracloruro di carbonio all'acenaftilene dà in modo preponderante il trans-dibromo derivato.
Per reazione con acido bromidrico deuterato (DBr) l'acenaftilene dà principalmente il prodotto di addizione sin, l'1-bromo-2-deuteroacenaftene.
Per reazione con l'acido cloridrico in soluzione di diclorometano a -98 °C si ha principalmente addizione sin, ma a 0 °C in etere l'addizione è principalmente anti.
L'acenaftilene può essere selettivamente idrogenato ad acenaftene, con il ponte vinilene che così viene ridotto a ponte etilene; la reazione è esotermica e la corrispondente entalpia di reazione è ΔHr = −(114.5 ± 4.2) kJ/mol.
Trattato con vapori di zolfo a 205-295 °C, l'acenaftilene trimerizza con parziale deidrogenazione e formazione di un ulteriore anello centrale esaatomico per dare il decaciclene, un idrocarburo aromatico decaciclico di formula C36H18.